# El Barrial, Veracruz
El Barrial är en ort i Mexiko.   Den ligger i kommunen Rafael Lucio och delstaten Veracruz, i den sydöstra delen av landet, 220 km öster om huvudstaden Mexico City. El Barrial ligger 1 773 meter över havet och antalet invånare är 185.
Terrängen runt El Barrial är bergig, och sluttar brant österut. Runt El Barrial är det ganska tätbefolkat, med 172 invånare per kvadratkilometer. Närmaste större samhälle är Xalapa, 9,4 km sydost om El Barrial. Omgivningarna runt El Barrial är en mosaik av jordbruksmark och naturlig växtlighet.